# Elatostema gungshanense
Elatostema gungshanense är en nässelväxtart som beskrevs av Wen Tsai Wang. Elatostema gungshanense ingår i släktet Elatostema och familjen nässelväxter. Inga underarter finns listade i Catalogue of Life.